# 古县街道
古县街道，是中华人民共和国江苏省常州市溧阳市下辖的一个乡镇级行政单位，位于溧阳市东南部，主城区南部，2020年由天目湖镇北部、溧城镇南部、戴埠镇北部部分区域合并而成。街道总面积61.65平方公里，户籍人口8.02万人，管理2个社区和8个行政村。

## 历史
「古县」之名得名於境内的古县村，古县村曾是三国时期设立的永平县县治所在地。
古县街道辖地在清代分属溧陽縣的惠得區、明東區、福賢區。民国分属第一区（城镇区）、第六区（戴埠区），1949年后分属城南区、戴埠区。1957年撤区并乡后分属茶亭乡、城南乡、戴埠镇，1961年后分属茶亭、城南、清安、戴北4个乡公社。1992年，戴北乡并入戴埠镇。1996年茶亭乡改为茶亭镇，并於2000年并入天目湖镇。同2000年，清安乡、城南乡并入溧城镇。
2020年以原溧城镇的上阁楼、大林、新联、黄墟4个村，天目湖镇的美景天城、天目国际村2个社区和古县、茶亭2个村，以及戴埠镇的新桥、百家塘2个村的区域设立古县街道。

## 行政区划
昆仑街道下辖以下地区：
美景天城社区、天目国际村社区、上阁楼村、大林村、新联村、黄墟村、古县村、茶亭村、新桥村、百家塘村。

### 行政区划沿革
| 原乡镇                      | 1992年 后的乡镇             | 2000年 后的乡镇 | 2020年 后的乡镇 | 原村级区划 | 2001年后 村级区划   | 2009年后 村级区划       | 下辖自然村                                                                             |
| --------------------------- | --------------------------- | --------------- | --------------- | ---------- | ------------------- | ----------------------- | -------------------------------------------------------------------------------------- |
| 属清安乡                    | 属清安乡                    | 属溧城镇        | 古县街道        | 上阁楼村   | 上阁楼村            | 上阁楼村 （驻上阁楼）   | 上阁楼                                                                                 |
| 属清安乡                    | 属清安乡                    | 属溧城镇        | 古县街道        | 棠下村     | 上阁楼村            | 上阁楼村 （驻上阁楼）   | 棠下、贝桥                                                                             |
| 属清安乡                    | 属清安乡                    | 属溧城镇        | 古县街道        | 梅一村     | 梅园村              | 上阁楼村 （驻上阁楼）   | 宋家、山岗头、钱家、毛家、唐家、刘家、下底、照壁下、前太山、后太山、横山（原属梅二村） |
| 属清安乡                    | 属清安乡                    | 属溧城镇        | 古县街道        | 茶场村     | 梅园村              | 上阁楼村 （驻上阁楼）   |                                                                                        |
| 属城南乡                    | 属城南乡                    | 属溧城镇        | 古县街道        | 前黄墟村   | 黄墟村 （驻后黄墟） | 黄墟村 （驻后黄墟）     | 前黄墟、仙人垛                                                                         |
| 属城南乡                    | 属城南乡                    | 属溧城镇        | 古县街道        | 后黄墟村   | 黄墟村 （驻后黄墟） | 黄墟村 （驻后黄墟）     | 后黄墟、塘西                                                                           |
| 属城南乡                    | 属城南乡                    | 属溧城镇        | 古县街道        | 新联村     | 新联村              | 新联村 （驻新村里）     | 新村里、汤庄、大佛堂、神堂口                                                           |
| 属城南乡                    | 属城南乡                    | 属溧城镇        | 古县街道        | 杨家村     | 新联村              | 新联村 （驻新村里）     | 杨家村、塘南                                                                           |
| 属城南乡                    | 属城南乡                    | 属溧城镇        | 古县街道        | 东墟村     | 东墟村              | 新联村 （驻新村里）     | 东墟、小东墟、南高田                                                                   |
| 属城南乡                    | 属城南乡                    | 属溧城镇        | 古县街道        | 大林村     | 大林村              | 大林村 （驻大林后村）   | 大林后村、象笪里、盈塘里、庙下、大林前村、小墩、大墩                                   |
| 属城南乡                    | 属城南乡                    | 属溧城镇        | 古县街道        | 南庄村     | 大林村              | 大林村 （驻大林后村）   | 南庄、前同久、后同久                                                                   |
| 属城南乡                    | 属城南乡                    | 属溧城镇        | 古县街道        | 皇仑村     | 皇仑村              | 大林村 （驻大林后村）   | 东皇仑、西皇仑、小村上                                                                 |
| 属城南乡                    | 属城南乡                    | 属溧城镇        | 古县街道        | 圩高村     | 皇仑村              | 大林村 （驻大林后村）   | 圩家庄、高车垛                                                                         |
| 属茶亭乡→ （1996年） 茶亭镇 | 属茶亭乡→ （1996年） 茶亭镇 | 属天目湖镇      | 古县街道        | 茶亭村     | 茶亭村              | 茶亭社区                |                                                                                        |
| 属茶亭乡→ （1996年） 茶亭镇 | 属茶亭乡→ （1996年） 茶亭镇 | 属天目湖镇      | 古县街道        | 茶亭村     | 茶亭村              | 茶亭村 （驻茶亭集镇）   | 前伍、河边、芳基村、山头村、西塘、东古路                                               |
| 属茶亭乡→ （1996年） 茶亭镇 | 属茶亭乡→ （1996年） 茶亭镇 | 属天目湖镇      | 古县街道        | 罗家桥村   | 茶亭村              | 茶亭村 （驻茶亭集镇）   | 罗家桥、钟家村、周家村、安全里、施家村、水东、王家村、郑家桥                           |
| 属茶亭乡→ （1996年） 茶亭镇 | 属茶亭乡→ （1996年） 茶亭镇 | 属天目湖镇      | 古县街道        | 吴冶岭村   | 吴冶岭村            | 茶亭村 （驻茶亭集镇）   | 吴冶岭、朝岗、西山庄、小岭头                                                           |
| 属茶亭乡→ （1996年） 茶亭镇 | 属茶亭乡→ （1996年） 茶亭镇 | 属天目湖镇      | 古县街道        | 下田舍村   | 吴冶岭村            | 茶亭村 （驻茶亭集镇）   | 小余家边、大余家边、马场里、下田舍、田舍里、孔渚、刘家村                               |
| 属茶亭乡→ （1996年） 茶亭镇 | 属茶亭乡→ （1996年） 茶亭镇 | 属天目湖镇      | 古县街道        | 联谊村     | 联谊村              | 茶亭村 （驻茶亭集镇）   | 桃园、东庄、蒋家村、朱家村、许家村、上西玕、头陀岭、山边、新屋、谈家村、沈家边、田坎   |
| 属茶亭乡→ （1996年） 茶亭镇 | 属茶亭乡→ （1996年） 茶亭镇 | 属天目湖镇      | 古县街道        | 屏峰村     | 古县村              | 2010年天目国际村社区    | 王家干、张家村、范家庵、白果树脚、罗家村、下坊                                         |
| 属茶亭乡→ （1996年） 茶亭镇 | 属茶亭乡→ （1996年） 茶亭镇 | 属天目湖镇      | 古县街道        | 屏峰村     | 古县村              | 2010年美景天城社区      | 下界、岗头村                                                                           |
| 属茶亭乡→ （1996年） 茶亭镇 | 属茶亭乡→ （1996年） 茶亭镇 | 属天目湖镇      | 古县街道        | 屏峰村     | 古县村              | 古县村 （驻屏峰路16号） | 屏峰、五家村、下彭                                                                     |
| 属茶亭乡→ （1996年） 茶亭镇 | 属茶亭乡→ （1996年） 茶亭镇 | 属天目湖镇      | 古县街道        | 古县村     | 古县村              | 古县村 （驻屏峰路16号） | 古县、园上、南岗、大山下                                                               |
| 属茶亭乡→ （1996年） 茶亭镇 | 属茶亭乡→ （1996年） 茶亭镇 | 属天目湖镇      | 古县街道        | 国庆村     | 燕山岭村            | 古县村 （驻屏峰路16号） | 高家村、横山岕、大庄、林家坝                                                           |
| 属茶亭乡→ （1996年） 茶亭镇 | 属茶亭乡→ （1996年） 茶亭镇 | 属天目湖镇      | 古县街道        | 汤家边村   | 燕山岭村            | 古县村 （驻屏峰路16号） | 汤家边、盛庄、姜家边                                                                   |
| 属茶亭乡→ （1996年） 茶亭镇 | 属茶亭乡→ （1996年） 茶亭镇 | 属天目湖镇      | 古县街道        | 官庄村     | 官庄村              | 古县村 （驻屏峰路16号） | 官庄、西南干、后王、苏笪里、沈家坝                                                     |
| 属茶亭乡→ （1996年） 茶亭镇 | 属茶亭乡→ （1996年） 茶亭镇 | 属天目湖镇      | 古县街道        | 郑笪村     | 官庄村              | 古县村 （驻屏峰路16号） | 郑笪里、邵家村、董家村、任家村、高塘里                                                 |
| 属戴北乡                    | 属戴埠镇                    | 属戴埠镇        | 古县街道        | 新桥       | 新桥                | 新桥                    | 沈家湾、东顶、塘南、颜巷里                                                             |
| 属戴北乡                    | 属戴埠镇                    | 属戴埠镇        | 古县街道        | 𡹵山→堠山  | 新桥                | 新桥                    | 𡹵山                                                                                   |
| 属戴北乡                    | 属戴埠镇                    | 属戴埠镇        | 古县街道        | 杨树垛     | 杨树垛              | 新桥                    | 杨树垛、西顶                                                                           |
| 属戴北乡                    | 属戴埠镇                    | 属戴埠镇        | 古县街道        | 鲁里       | 杨树垛              | 新桥                    | 鲁里                                                                                   |
| 属戴北乡                    | 属戴埠镇                    | 属戴埠镇        | 古县街道        | 南水西     | 百家塘              | 百家塘                  | 南水西、宗笪里、月潭、后阳                                                             |
| 属戴北乡                    | 属戴埠镇                    | 属戴埠镇        | 古县街道        | 百家塘     | 百家塘              | 百家塘                  | 百家塘、白鱼塘、田舍桥、下大圩                                                         |